# Инженю
Инженю́ (от фр. ingénue — «наивная») — актёрское амплуа, изображающее наивную невинную девушку. Хотя данное амплуа в основном связано только с женскими персонажами, иногда к нему относят и мужские с аналогичными характеристиками.
В конце XVIII—XIX веках это амплуа в русском театре часто именовалось как «простушка» и «простак». Яркими примерами ролей-инженю могут служить Агнес в «Школе жён» Мольера и вольтеровский Кандид, — на амплуа указывают уже сами «говорящие» имена персонажей: разг. фр. agnès — «простушка»; candide — «чистосердечный», «правдивый», «искренний». Другое произведение Вольтера так и называется — «L’Ingénu».
Первоначально амплуа инженю утвердились на сцене как частный случай более широкого амплуа «влюблённых» (фр. amoureuses), распространённого во французских пьесах XVII века (у того же Мольера). К концу XVIII века амплуа инженю усложняется. Так, французская театральная практика того времени различает несколько типов инженю: по характеристикам персонажей — «скромница» (фр. rosière), «девственница» (vierge), «добродетельная» (vertueuse); по жанрам — «инженю лирик», «инженю комик», «инженю драматик» и др.

Обычно актриса в роли инженю непременно должна была иметь определённый набор физических данных и особую манеру исполнения: небольшой рост, стройность, нежный голос, сдержанность в проявлении чувств, специфическая манера декламации и т. п. Одной из самых известных в амплуа инженю была мадемуазель Марс (Анн-Франсуа-Ипполит Буте; вошла в труппу «Комеди Франсэз» в 1799 году). Критики того времени отмечали, что в этом амплуа ей нет равных: 
«Восхитительная во всём, что связано с чистотой, простодушием, с нежной и робкой впечатлительностью, с весёлостью, скромной, наивной и невинной…». В театральной практике XVIII — начала XIX века стало необязательным соблюдение возрастного соответствия между ролью и возрастом актрисы. Так, Мадемуазель Марс и в возрасте после 60 лет играла 18-летних девушек.